# Campeonato Africano das Nações de 2010
O Campeonato Africano das Nações de 2010 (português angolano), Taça de África das Nações de 2010 (português europeu) ou Copa Africana de Nações de 2010 (português brasileiro), oficialmente Orange Africa Cup of Nations por motivos de patrocínio, foi a 27 ª edição do campeonato de futebol da África, organizada a cada dois anos pela Confederação Africana de Futebol (CAF). Foi disputada entre 10 e 31 de janeiro em Angola.
Além de Angola por ser o país-sede, outras 15 seleções obtiveram qualificação para o torneio após serem apuradas num processo de qualificação que envolveu 53 seleções. A qualificatória foi a mesma que apurou seleções para a Copa do Mundo FIFA de 2010, na África do Sul.
Em 9 de janeiro a seleção do Togo desistiu da competição devido ao ataque ao ônibus da delegação sofrido na província de Cabinda que resultou em três mortes. Os jogadores chegaram a expressar a vontade de competir, mas em seguida confirmaram a desistência exigida pelo governo do Togo.
O Egito conquistou o título pela terceira vez consecutiva e sétima vez no total, ao vencer Gana na decisão por 1 a 0, com o gol marcado por Gedo, artilheiro da competição, aos 86 minutos da partida.

## Escolha do país-sede
Foi atribuída a organização do torneio a Angola pela CAF numa intenção de que novos países como Angola, Gabão, Guiné Equatorial, tenham a oportunidade de acolher o torneio. Propostas de Moçambique, Namíbia, Senegal e Zimbábue foram rejeitadas. Gabão e Guiné Equatorial ficaram com os direitos de hospedar a Copa das Nações de 2012. Sede por duas vezes, a Nigéria foi designada como o anfitrião de reserva da Copa das Nações de 2010, 2012 ou 2014 caso qualquer dos países escolhidos não cumprissem os requisitos estabelecidos pela CAF.[carece de fontes?]
Candidatos
- Angola
- Gabão /  Guiné Equatorial
- Líbia
- Moçambique
- Namíbia
- Nigéria
- Zimbabwe

## Eliminatórias
A Confederação Africana de Futebol anunciou que os jogos de qualificação para a Copa do Mundo FIFA de 2010 serviriam de qualificação também para este torneio. Apesar de Angola ser o anfitriã do torneio também precisou de participar nos jogos de qualificação para o Mundial 2010. Uma situação semelhante para a África do Sul, que embora sejam anfitriões, necessitaram passar pelos jogos de qualificação para este torneio, onde não obteve sucesso.
| País              | Qualificação | Participações anteriores | Qualificações consecutivas | Última participação | Melhor resultado                                    |
| ----------------- | ------------ | ------------------------ | -------------------------- | ------------------- | --------------------------------------------------- |
| Angola            | Anfitriã     | 4                        | 2                          | 2008                | Quartas de final (2008)                             |
| Camarões          | Grupo A      | 15                       | 8                          | 2008                | Campeão (1984, 1988, 2000, 2002)                    |
| Gabão             | Grupo A      | 3                        | 1                          | 2000                | Quartas de final (1996)                             |
| Togo (desistente) | Grupo A      | 6                        | 1                          | 2006                | Primeira ronda (1972, 1984, 1998, 2000, 2002, 2006) |
| Tunísia           | Grupo B      | 13                       | 9                          | 2008                | Campeão (2004)                                      |
| Nigéria           | Grupo B      | 15                       | 6                          | 2008                | Campeão (1980, 1994)                                |
| Moçambique        | Grupo B      | 3                        | 1                          | 1998                | Primeira ronda (1986, 1996, 1998)                   |
| Argélia           | Grupo C      | 13                       | 1                          | 2004                | Campeão (1990)                                      |
| Zâmbia            | Grupo C      | 13                       | 3                          | 2008                | Vice-campeão (1974, 1994)                           |
| Egito             | Grupo C      | 21                       | 14                         | 2008                | Campeão (1957, 1959, 1986, 1998, 2006, 2008)        |
| Gana              | Grupo D      | 16                       | 3                          | 2008                | Campeão (1963, 1965, 1978, 1982)                    |
| Mali              | Grupo D      | 5                        | 1                          | 2004                | Vice-campeão (1972)                                 |
| Benim             | Grupo D      | 2                        | 1                          | 2004                | Primeira ronda (2004, 2008)                         |
| Costa do Marfim   | Grupo E      | 17                       | 3                          | 2008                | Campeão (1992)                                      |
| Burquina Fasso    | Grupo E      | 6                        | 1                          | 2004                | Quarto lugar (1998)                                 |
| Malawi            | Grupo E      | 1                        | 0                          | 1984                | Primeira ronda (1984)                               |

## Ataque à seleção do Togo
Em 8 de janeiro de 2010 o ônibus que transportava a Seleção Togolesa de Futebol foi metralhado pelo grupo separatista Frente de Libertação do Enclave de Cabinda (FLEC), após cruzar a fronteira entre o Congo e a província de Cabinda. O motorista angolano do ônibus, o assistente-técnico e o assessor de imprensa morreram e outras nove pessoas ficaram feridas. Entre os jogadores baleados com gravidade estão o goleiro Kodjovi Obilalé, o defensor Serge Akakpo e o meio-campista Serge Gakpe.
A FLEC luta pela independência da região de Cabinda, local rico em petróleo e uma das 18 províncias de Angola, mesmo não fazendo ligação com o território contíguo do país. Os ataques seriam dirigidos ao Exército Angolano que fazia a escolta da delegação de Togo, que jogaria a primeira fase da Copa das Nações em Cabinda.
Mesmo após os incidentes que aconteceram três dias antes da abertura, a Confederação Africana de Futebol confirmou o início da competição para a data prevista e manteve as partidas do grupo B em Cabinda. No entanto alguns jogadores como Emmanuel Adebayor, do clube inglês Manchester City, afirmaram que a seleção de Togo abandonaria a competição por medo de novos ataques. Alguns clubes ingleses manifestaram preocupação com a situação e também poderiam solicitar o retorno dos atletas.
No dia seguinte, o Togo anunciou que iria se retirar da competição devido ao atentado. O governo togolês inclusive havia exigido o retorno de toda a delegação ao país e alguns jogadores como Adebayor estariam retornando a Europa. Horas depois os jogadores mudaram de opinião e resolveram continuar na competição "em memória das vítimas", conforme anunciou o atacante Thomas Dossevi, do FC Nantes. Mas seguindo a determinação do governo do país, e pela sensação de falta de segurança, Dossevi confirmou que a delegação deve mesmo desistir da competição, onde estreariam em 10 de janeiro contra Gana.
A Confederação Africana de Futebol confirmou a desistência do Togo em 11 de janeiro e manteve o grupo B do Campeonato Africano das Nações com apenas três equipes: Burkina Faso, Costa do Marfim e Gana. Em 30 de janeiro, Togo foi suspenso das próximas duas edições da Copa Africana e recebeu uma multa de 50 mil dólares pela interferência governamental que culminou na desistência da equipe.

## Sedes oficiais
| Luanda                          | Benguela                   | Luanda Benguela Lubango Cabinda | Lubango                       | Cabinda                    |
| Estádio Nacional 11 de Novembro | Estádio Nacional de Ombaka | Luanda Benguela Lubango Cabinda | Estádio Nacional da Tundavala | Estádio Nacional do Chiazi |
| Capacidade: 50 000              | Capacidade: 35 000         | Luanda Benguela Lubango Cabinda | Capacidade: 20 000            | Capacidade: 20 000         |
|                                 |                            | Luanda Benguela Lubango Cabinda |                               |                            |

## Equipe de arbitragem
Foram seleccionados 16 árbitros e 16 árbitros auxiliares para o torneio:
| - ALG Mohamed Benouza - ANG Hélder Martins de Carvalho - BEN Coffi Codjia - CIV Noumandiez Doué | - EGY Essam Abd El Fatah - MLI Koman Coulibaly - MRI Rajindraparsad Seechurn - KSA Khalil Al Ghamdi | - SEN Badara Diatta - SEY Eddy Maillet - RSA Daniel Bennett - RSA Jerome Damon | - SUD Khalid Abdel Rahman - TOG Kokou Djaoupe - TUN Kacem Bennaceur - UGA Muhmed Ssegonga |

## Sorteio dos grupos
O sorteio para o torneio foi a 20 de Novembro de 2009, em Luanda. As dezasseis equipas foram divididas em quatro potes, de acordo com os seus desempenhos nas edições anteriores da prova.
A distribuição das selecções pelos potes do sorteio foi da seguinte forma:
| Pote 1                                | Pote 2                    | Pote 3                    | Pote 4                                 |
| ------------------------------------- | ------------------------- | ------------------------- | -------------------------------------- |
| Angola Egito Camarões Costa do Marfim | Tunísia Nigéria Gana Mali | Zâmbia Benim Argélia Togo | Burquina Fasso Moçambique Gabão Malawi |

## Primeira fase
Os jogos relativos as equipas do Grupo A foram na capital angolana, Luanda, o Grupo B em Cabinda, o Grupo C em Benguela e o Grupo D em Lubango. Nesta fase, os jogos serão de 10 a 21 de Janeiro.
|  | Equipes classificadas às quartas de final |
|  | Equipes eliminadas                        |

### Critérios de desempate
Se duas ou mais equipas no final da fase de grupos terminassem com o mesmo número de pontos, a sua classificação seria determinada pelos seguintes critérios:
1. pontos ganhos nos jogos entre as equipas em questão;
2. diferença de golos nos jogos entre as equipas em questão;
3. número de golos marcados nos jogos entre as equipas em questão;
4. diferença de golos em todos os jogos do grupo;
5. número de golos marcados em todos os jogos do grupo;
6. Fair Play tendo em conta o número de cartões amarelos e vermelhos;
7. sorteio pela comissão organizadora.

### Grupo A
| Selecção | Pts | J | V | E | D | GM | GS | +/- |
| -------- | --- | - | - | - | - | -- | -- | --- |
| Angola   | 5   | 3 | 1 | 2 | 0 | 6  | 4  | +2  |
| Argélia  | 4   | 3 | 1 | 1 | 1 | 1  | 3  | -2  |
| Mali     | 4   | 3 | 1 | 1 | 1 | 7  | 6  | +1  |
| Malawi   | 3   | 3 | 1 | 0 | 2 | 4  | 5  | -1  |

- Argélia classificou-se sobre  Mali pelo critério do confronto direto (1–0).

Todas as partidas seguem o fuso horário local (UTC+1).
| 10 de Janeiro | Angola                                                   | 4 – 4     | Mali                                            | Estádio Nacional 11 de Novembro, Luanda |
| 20:00         | Flávio 36', 42' · Gilberto 67' (pen) · Manucho 74' (pen) | Relatório | Keita 76', 90+2' · Kanouté 85' · Yatabaré 90+5' | Árbitro: EGY Essam Abd El Fatah         |

| 11 de Janeiro | Malawi                                    | 3 – 0     | Argélia | Estádio Nacional 11 de Novembro, Luanda |
| 14:45         | Mwafulirwa 16' · Kafoteka 35' · Banda 48' | Relatório |         | Árbitro: SEN Badara Diatta              |

| 14 de Janeiro | Mali | 0 – 1     | Argélia      | Estádio Nacional 11 de Novembro, Luanda |
| 17:00         |      | Relatório | Halliche 42' | Árbitro: UGA Muhmed Ssegonga            |

| 14 de Janeiro | Angola                   | 2 – 0     | Malawi | Estádio Nacional 11 de Novembro, Luanda |
| 19:30         | Flávio 48' · Manucho 54' | Relatório |        | Árbitro: CIV Noumandiez Doué            |

| 18 de Janeiro | Angola | 0 – 0     | Argélia | Estádio Nacional 11 de Novembro, Luanda |
| 17:00         |        | Relatório |         | Árbitro: RSA Jerome Damon               |

| 18 de Janeiro | Mali                                 | 3 – 1     | Malawi         | Estádio Nacional do Chiazi, Cabinda  |
| 17:00         | Kanouté 1' · Keita 3' · Bagayoko 85' | Relatório | Mwafulirwa 58' | Árbitro: MRI Rajindraparsad Seechurn |

### Grupo B
| Selecção        | Pts | J | V | E | D | GM | GS | +/- |
| --------------- | --- | - | - | - | - | -- | -- | --- |
| Costa do Marfim | 4   | 2 | 1 | 1 | 0 | 3  | 1  | +2  |
| Gana            | 3   | 2 | 1 | 0 | 1 | 2  | 3  | -1  |
| Burquina Fasso  | 1   | 2 | 0 | 1 | 1 | 0  | 1  | -1  |

- Togo foi desclassificado da competição por não comparecer a partida contra Gana devido ao ataque sofrido por sua delegação em 8 de janeiro.[31]

| 11 de Janeiro | Costa do Marfim | 0 – 0     | Burquina Fasso | Estádio Nacional do Chiazi, Cabinda |
| 17:00         |                 | Relatório |                | Árbitro: TUN Kacem Bennaceur        |

| 11 de Janeiro | Gana | (cancelado) | Togo | Estádio Nacional do Chiazi, Cabinda |
| 19:30         |      |             |      |                                     |

| 15 de Janeiro | Burquina Fasso | (cancelado) | Togo | Estádio Nacional do Chiazi, Cabinda |
| 17:00         |                |             |      |                                     |

| 15 de Janeiro | Costa do Marfim                       | 3 – 1     | Gana             | Estádio Nacional do Chiazi, Cabinda |
| 19:30         | Gervinho 23' · Tiéné 67' · Drogba 90' | Relatório | Gyan 90+3' (pen) | Árbitro: RSA Jerome Damon           |

| 19 de Janeiro | Burquina Fasso | 0 – 1     | Gana        | Estádio Nacional 11 de Novembro, Luanda |
| 17:00         |                | Relatório | A. Ayew 30' | Árbitro: SEY Eddy Maillet               |

| 19 de Janeiro | Costa do Marfim | (cancelado) | Togo | Estádio do Chiazi, Cabinda |
| 17:00         |                 |             |      |                            |

### Grupo C
| Selecção   | Pts | J | V | E | D | GM | GS | +/- |
| ---------- | --- | - | - | - | - | -- | -- | --- |
| Egito      | 9   | 3 | 3 | 0 | 0 | 7  | 1  | +6  |
| Nigéria    | 6   | 3 | 2 | 0 | 1 | 5  | 3  | +2  |
| Benim      | 1   | 3 | 0 | 1 | 2 | 2  | 5  | -3  |
| Moçambique | 1   | 3 | 0 | 1 | 2 | 2  | 7  | -5  |

| 12 de Janeiro | Egito                              | 3 – 1     | Nigéria   | Estádio Nacional de Ombaka, Benguela |
| 17:00         | Moteab 34' · Hassan 54' · Gedo 87' | Relatório | Obasi 12' | Árbitro: MRI Rajindraparsad Seechurn |

| 12 de Janeiro | Moçambique          | 2 – 2     | Benim                                        | Estádio Nacional de Ombaka, Benguela |
| 19:30         | Miro 29' · Fumo 54' | Relatório | Omotoyossi 14' (pen) · Dario Khan 20' (g.c.) | Árbitro: SUD Khalid Abdel Rahman     |

| 16 de Janeiro | Nigéria          | 1 – 0     | Benim | Estádio Nacional de Ombaka, Benguela    |
| 17:00         | Yakubu 42' (pen) | Relatório |       | Árbitro: ANG Hélder Martins de Carvalho |

| 16 de Janeiro | Egito                            | 2 – 0     | Moçambique | Estádio Nacional de Ombaka, Benguela |
| 19:30         | Dario Khan 47' (g.c.) · Gedo 81' | Relatório |            | Árbitro: TOG Kokou Djaoupe           |

| 20 de Janeiro | Egito                        | 2 – 0     | Benim | Estádio Nacional de Ombaka, Benguela |
| 17:00         | Al-Muhammadi 7' · Moteab 23' | Relatório |       | Árbitro: RSA Daniel Bennett          |

| 20 de Janeiro | Nigéria                           | 3 – 0     | Moçambique | Estádio Nacional da Tundavala, Lubango |
| 17:00         | Odemwingie 45', 47' · Martins 86' | Relatório |            | Árbitro: MLI Koman Coulibaly           |

### Grupo D
| Selecção | Pts | J | V | E | D | GM | GS | +/- |
| -------- | --- | - | - | - | - | -- | -- | --- |
| Zâmbia   | 4   | 3 | 1 | 1 | 1 | 5  | 5  | 0   |
| Camarões | 4   | 3 | 1 | 1 | 1 | 5  | 5  | 0   |
| Gabão    | 4   | 3 | 1 | 1 | 1 | 2  | 2  | 0   |
| Tunísia  | 3   | 3 | 0 | 3 | 0 | 3  | 3  | 0   |

- Zâmbia,  Camarões e  Gabão venceram uma partida e perderam uma partida entre eles no confronto direto. Excluíndo os jogos contra a  Tunísia, as três equipes finalizaram com saldo de gols 0; Zambia marcou 4 gols, Camarões marcou 3 gols, e Gabão marcou 2 gols.

| 13 de Janeiro | Camarões | 0 – 1     | Gabão      | Estádio Nacional da Tundavala, Lubango |
| 17:00         |          | Relatório | Cousin 17' | Árbitro: RSA Daniel Bennett            |

| 13 de Janeiro | Zâmbia         | 1 – 1     | Tunísia      | Estádio Nacional da Tundavala, Lubango |
| 19:30         | J. Mulenga 19' | Relatório | Dhaouadi 40' | Árbitro: MLI Koman Coulibaly           |

| 17 de Janeiro | Gabão | 0 – 0     | Tunísia | Estádio Nacional da Tundavala, Lubango |
| 17:00         |       | Relatório |         | Árbitro: BEN Coffi Codjia              |

| 17 de Janeiro | Camarões                              | 3 – 2     | Zâmbia                               | Estádio Nacional da Tundavala, Lubango |
| 19:30         | Geremi 68' · Eto'o 71' · Idrissou 86' | Relatório | J. Mulenga 8' · C. Katongo 81' (pen) | Árbitro: KSA Khalil Al Ghamdi          |

| 21 de Janeiro | Gabão            | 1 – 2     | Zâmbia                    | Estádio Nacional de Ombaka, Benguela |
| 17:00         | Do Marcolino 82' | Relatório | Kalaba 28' · Chamanga 61' | Árbitro: ALG Mohamed Benouza         |

| 21 de Janeiro | Camarões                | 2 – 2     | Tunísia                          | Estádio Nacional da Tundavala, Lubango |
| 17:00         | Eto'o 46' · N'Guémo 64' | Relatório | Chermiti 1' · Chedjou 63' (g.c.) | Árbitro: CIV Noumandiez Doué           |

## Fases finais
As fases finais estão previstas a realizarem-se de 24 a 31 de Janeiro. Neste último dia realizar-se-à a final no Estádio 11 de Novembro, em Luanda.
|  | Quartas de final         | Quartas de final         |                        |         | Semifinais     | Semifinais     |  |  | Final                    | Final |
|  |                          |                          |                        |         |                |                |  |  |                          |       |
|  | 24 de Janeiro - Luanda   |                          |                        |         |                |                |  |  |                          |       |
|  |                          |                          |                        |         |                |                |  |  |                          |       |
|  | Angola                   | 0                        |                        |         |                |                |  |  |                          |       |
|  | Angola                   | 0                        | 28 de Janeiro - Luanda |         |                |                |  |  |                          |       |
|  | Gana                     | 1                        |                        |         |                |                |  |  |                          |       |
|  | Gana                     | 1                        | Gana                   | 1       |                |                |  |  |                          |       |
|  | 25 de Janeiro - Lubango  |                          | Gana                   | 1       |                |                |  |  |                          |       |
|  |                          | Nigéria                  | 0                      |         |                |                |  |  |                          |       |
|  | Zâmbia                   | Nigéria                  | 0                      | 0 (4)   |                |                |  |  |                          |       |
|  | Zâmbia                   |                          | 31 de Janeiro - Luanda | 0 (4)   |                |                |  |  |                          |       |
|  | Nigéria (pen)            | 0 (5)                    |                        |         |                |                |  |  |                          |       |
|  | Nigéria (pen)            | 0 (5)                    | Gana                   | 0       |                |                |  |  |                          |       |
|  | 24 de Janeiro - Cabinda  |                          | Gana                   | 0       |                |                |  |  |                          |       |
|  |                          | Egito                    | 1                      |         |                |                |  |  |                          |       |
|  | Costa do Marfim          | Egito                    | 1                      | 2       |                |                |  |  |                          |       |
|  | Costa do Marfim          | 28 de Janeiro - Benguela |                        | 2       |                |                |  |  |                          |       |
|  | Argélia (pro)            | 3                        |                        |         |                |                |  |  |                          |       |
|  | Argélia (pro)            | 3                        | Argélia                | 0       | Terceiro lugar | Terceiro lugar |  |  |                          |       |
|  | 25 de Janeiro - Benguela |                          | Argélia                | 0       | Terceiro lugar | Terceiro lugar |  |  |                          |       |
|  |                          | Egito                    | 4                      |         |                |                |  |  |                          |       |
|  | Egito (pro)              | Egito                    | 4                      | 3       | Nigéria        | 1              |  |  |                          |       |
|  | Egito (pro)              |                          |                        | 3       | Nigéria        | 1              |  |  |                          |       |
|  | Camarões                 | 1                        |                        | Argélia | 0              |                |  |  |                          |       |
|  | Camarões                 | 1                        |                        |         | 0              |                |  |  |                          |       |
|  |                          |                          |                        |         |                |                |  |  | 30 de Janeiro - Benguela |       |
|  |                          |                          |                        |         |                |                |  |  |                          |       |

### Quartas de final
| 24 de Janeiro | Angola | 0 – 1     | Gana     | Estádio Nacional 11 de Novembro, Luanda |
| 17:00         |        | Relatório | Gyan 15' | Árbitro: ALG Mohamed Benouza            |

| 24 de Janeiro | Costa do Marfim      | 2 – 3 (pro) | Argélia                                     | Estádio Nacional do Chiazi, Cabinda |
| 20:30         | Kalou 4' · Keïta 89' | Relatório   | Matmour 39' · Bougherra 90+2' · Bouazza 92' | Árbitro: SEY Eddy Maillet           |

| 25 de Janeiro | Egito                       | 3 – 1 (pro) | Camarões  | Estádio Nacional de Ombaka, Benguela |
| 17:00         | Hassan 37', 103' · Gedo 92' | Relatório   | Emana 25' | Árbitro: RSA Jerome Damon            |

| 25 de Janeiro | Zâmbia | 0 – 0 (pro) | Nigéria | Estádio Nacional da Tundavala, Lubango |
| 20:30         |        | Relatório   |         | Árbitro: EGY Essam Abd El Fatah        |

|                                           |       | Penalidades                             |  |
| Chivuta C. Katongo Mayuka Nyrienda Mweene | 4 – 5 | Mikel Martins Obinna Odemwingie Enyeama |  |

### Semifinais
| 28 de Janeiro | Gana     | 1 – 0     | Nigéria | Estádio Nacional 11 de Novembro, Luanda |
| 17:00         | Gyan 21' | Relatório |         | Árbitro: RSA Daniel Bennett             |

| 28 de Janeiro | Argélia | 0 – 4     | Egito                                                         | Estádio Nacional de Ombaka, Benguela |
| 20:30         |         | Relatório | Abd Rabo 38' (pen) · Zidan 65' · Abdel-Shafy 80' · Gedo 90+2' | Árbitro: BEN Coffi Codjia            |

### Terceiro lugar
| 30 de Janeiro | Nigéria    | 1 – 0     | Argélia | Estádio Nacional de Ombaka, Benguela |
| 17:00         | Obinna 55' | Relatório |         | Árbitro: SEN Badara Diatta           |

### Final
| 31 de Janeiro | Gana | 0 – 1     | Egito    | Estádio Nacional 11 de Novembro, Luanda |
| 17:00         |      | Relatório | Gedo 86' | Árbitro: MLI Koman Coulibaly            |

## Premiações
| Campeonato Africano das Nações de 2010 |
| -------------------------------------- |
| EGITO Campeão (7º título)              |

Ao final da competição o comitê técnico da CAF selecionou a seleção do torneio:
| Goleiro             | Defensores                                     | Meio-campistas                                                           | Atacantes                                     |
| ------------------- | ---------------------------------------------- | ------------------------------------------------------------------------ | --------------------------------------------- |
| EGY Essam El-Hadary | ALG Madjid Bougherra EGY Wael Gomaa ANG Mabiná | CMR Alexandre Song EGY Ahmed Fathy EGY Ahmed Hassan NGA Peter Odemwingie | GHA Asamoah Gyan EGY Mohamed Zidan ANG Flávio |

## Artilharia
| 5 gols (1) - EGY Gedo 3 gols (4) - ANG Flávio - EGY Ahmed Hassan - GHA Asamoah Gyan - MLI Seydou Keita 2 gols (7) - ANG Manucho - CMR Samuel Eto'o - EGY Emad Moteab - MLI Frédéric Kanouté - MWI Russel Mwafulirwa - NGA Peter Odemwingie - ZAM Jacob Mulenga 1 gol (37) - ALG Hameur Bouazza - ALG Karim Matmour - ALG Madjid Bougherra - ALG Rafik Halliche - ANG Gilberto - BEN Razak Omotoyossi - CIV Didier Drogba - CIV Gervinho - CIV Kader Keïta - CIV Salomon Kalou - CIV Siaka Tiéné | 1 gol (continuação) - CMR Achille Emana - CMR Geremi Njitap - CMR Landry N'Guémo - CMR Mohammadou Idrissou - EGY Ahmed Al-Muhammadi - EGY Hosny Abd Rabo - EGY Mohamed Abdel-Shafy - EGY Mohamed Zidan - GAB Daniel Cousin - GAB Fabrice Do Marcolino - GHA André Ayew - MLI Mamadou Bagayoko - MLI Mustapha Yatabaré - MOZ Fumo - MOZ Miro - MWI Davi Banda - MWI Elvis Kafoteka - NGA Chinedu Obasi - NGA Obafemi Martins - NGA Victor Nsofor Obinna - NGA Yakubu Aiyegbeni - TUN Amine Chermiti - TUN Zouheir Dhaouadi - ZAM Christopher Katongo - ZAM James Chamanga - ZAM Rainford Kalaba Gols contra (3) - CMR Aurélien Chedjou (para a Tunísia) - MOZ Dario Khan (para o Benim e Egito) |